# Distretto di Bojkivs'ke
Il distretto di Bojkivs'ke (in ucraino Бойківський район?, Bojkivs'kyj rajon; in russo Бо́йковский район?, Bojkovskij rajon) era un distretto situato nell'oblast' di Donec'k. Aveva per capoluogo la città omonima, e contava 29.441 abitanti, dei quali il 31,09% residenti nella cinta urbana, mentre il 68,09% nella zona rurale. Il distretto venne costituito nel 1935. Dall'aprile 2014 è de facto parte della Repubblica Popolare del Doneck, repubblica autoproclamatasi indipendente nello stesso anno. È stato soppresso con la riforma amministrativa del 2020.
La denominazione attuale fu decisa nel 2016 dalle autorità ucraine, ma non è riconosciuta dalle autorità della Repubblica Popolare, per le quali resta in vigore la denominazione distretto di Tel'manove (in ucraino Тельманівський район?, Tel'manivs'kij rajon; in russo Тельмановский район?, Tel'manovskij rajon),  in riferimento al politico tedesco Ernst Thälmann.

## Economia
La principale attività economica è l'estrazione del granito e della fluorite.

## Geografia
Il distretto confinava con il distretto di Novoazovs'k a sud, con Nikol's'ke a sud-ovest, con Volnovacha ad ovest e con Starobeševe a nord. Ad est, il distretto confina con il confine tra la Russia e l'Ucraina.